# 國婿
國婿是指君主的女婿，即君主女兒之夫。其中皇女之夫、皇帝之女婿又稱帝婿，如君主為國王，王女之夫又稱王婿。如君主女兒冊封為公主、翁主、郡主、縣主，又可稱為主婿。

## 東亞
中國皇女一般皆在出嫁前獲封公主，自漢武帝起駙馬都尉經常成為公主之夫或授此官職予公主之夫，到唐代以後駙馬變成了公主夫婿的稱謂，因此唐以後國婿或帝婿皆可稱駙馬。非皇女出身的公主之夫也稱駙馬，故與國婿、帝婿並非完全等同。
朝鮮君主女兒的丈夫自高麗時代起才開始稱駙馬，但未成定制。朝鮮王朝嫡王女封公主，庶王女封翁主，兩者與郡主、縣主之夫皆稱儀賓，而只有公主之夫可稱為駙馬，因此國婿必為儀賓，但儀賓未必是國婿，國婿也未必是駙馬。
越南君主女兒在阮朝之前不一定封公主，而只有公主之夫才必稱駙馬，因此阮朝之前的帝婿、國婿不一定是駙馬。
琉球自琉球國時代起，君主女兒封翁主，其夫封儀賓，因此儀賓與國婿同義。
日本並沒有對皇女丈夫的特殊稱謂，明治維新前國婿一般為皇族或大臣，現代則有皇女下嫁平民。

## 歐洲
歐洲不少君主國皆容許女性繼承王位，當中王女如為王位第一順序繼承人，其夫往往會有王室身份，獲得Prince或Prince consort的身份或爵位，通常譯為王夫。非王位第一順序繼承人的王女，若下嫁平民，其夫未必有任何冊封。

## 中東
在鄂圖曼帝國，皇女下嫁臣民，其夫皆封達馬特（土耳其語：damat）。